# Windows Media Audio 9 Lossless
Windows Media Audio 9 Lossless – format bezstratnej kompresji dźwięku, opracowany przez Microsoft w 2003 roku.
Pliki zawierające dźwięk w tym formacie mają rozszerzenie .wma – podobnie jak pozostałe formaty WMA.